# Henrik Andersson Wibeck

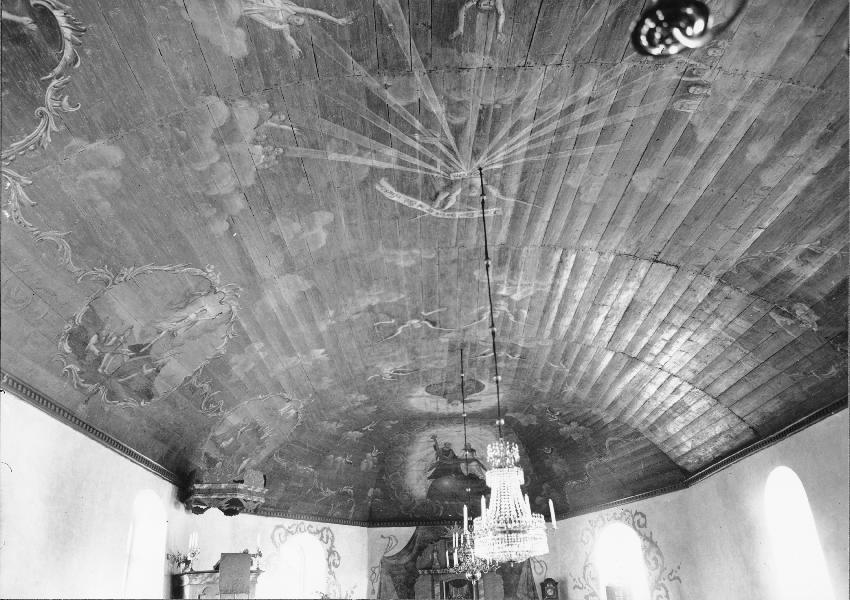
Takmålning i Hajoms kyrka

Henrik (Hindrich) Andersson Wibeck, född den 11 februari 1726 i Borås, död den 16 mars 1792 i Varberg, var en svensk målarmästare och kyrkomålare.

## Biografi
Henrik Andersson Wibeck var son till guld- och silversmeden i Borås Andreas Ormsson Wibeck och hans hustru Maria Israelsdotter Borgman och gifte sig 1756 med Maria Elisabet Hässle (1721–1781). Att han inte följde släkttraditionen och blev guldsmed berodde på att han redan år 1727 blev faderlös och att modern 1736 hade gift om sig med målarmästaren i Borås Ditlof Ross. Wibeck var lärling för styvfadern Ross 1739–1744. Han blev målarmästare i Göteborgs Stads Konst- och målareämbete 1756 och bosatte sig i Varberg som landmästare. Wibeck var som målare ganska naiv men besatt en viss konstnärlig förmåga främst när del gällde den dekorativa utformningen.
Även styvfarbrodern Johan Johansson Ross d.ä., hans barn Johan Johansson Ross d.y. och Maria Ross, gift Carowsky, samt hennes make Michael Carowsky, var kyrkomålare.

## Verk
- 1767 Stamnareds kyrka. Bemålning av tak och läktarbröstning. Försvunnet efter brand.
- 1774–1775 Hajoms kyrka. Bemålning av tak, predikstol, läktare och eventuellt altaruppsats. Kompletterat 1850 av Theodor Mohme. Bevarat.
- 1777 Svartrå kyrka. Bemålning av tak, predikstol, läktare, altaruppsats och bänkar. Kompletterat 1801 av Jacob Magnus Hultgren. Bevarat.
- 1782 Gunnarps kyrka. Takmålning. Bevarat.
- 1783 Värö kyrka. Ej bevarat då kyrkan revs 1854.
- 1780-talet Torpa kyrka, Halland. Målning av kortak och sidokartuscher. Troligen utfört av Wibeck, trots att Jacob Magnus Hultgren nämns i kyrkoräkenskaperna.
- 1780-talet Okome kyrka. Takbemålning. Försvunnen då kyrkan revs 1890.